# Diocesi di Vamalla
La diocesi di Vamalla (in latino: Dioecesis Vamallensis) è una sede soppressa e sede titolare della Chiesa cattolica.

## Storia
Vamalla, forse identificabile con le rovine di Biar-Haddada nell'odierna Algeria, è un'antica sede episcopale della provincia romana della Mauritania Sitifense.
Unico vescovo conosciuto di questa diocesi africana è Flaviano, il cui nome appare al 42º posto nella lista dei vescovi della Mauritania Sitifense convocati a Cartagine dal re vandalo Unerico nel 484; Flaviano, come tutti gli altri vescovi cattolici africani, fu condannato all'esilio.
Dal 1933 Vamalla è annoverata tra le sedi vescovili titolari della Chiesa cattolica; attualmente la sede è vacante.

## Cronotassi

### Vescovi residenti
- Flaviano † (menzionato nel 484)

### Vescovi titolari
- Thomas Joseph Grady † (21 giugno 1967 - 11 novembre 1974 nominato vescovo di Orlando)
- James Jerome Killeen † (4 novembre 1975 - 8 settembre 1978 deceduto)
- Enrique Manuel Hernández Rivera (11 giugno 1979 - 13 febbraio 1981 nominato vescovo di Caguas)
- Timothy Joseph Lyne † (18 ottobre 1983 - 25 settembre 2013 deceduto)